# Espill (Jaume Roig)
Espill és una novel·la en versos, del metge valencià Jaume Roig, escrita segons la tradició d'estudis al voltant del 1460, el mateix any que Joanot Martorell va començar a escriure el seu Tirant lo Blanc. També és coneguda amb els títols Llibre de consells i Llibre de les dones.
Seguint la tradició narrativa romànica, l'Espill consta de 16.247 versos de quatre síl·labes, que rimen de dos en dos. Només se'n conserva un manuscrit, tot i que durant el segle xvi fou imprès tres vegades, la qual cosa prova el seu èxit. És una obra de temàtica misògina de l'edat mitjana que rau en la tradició cristiana de Pau de Tars i Agustí d'Hipona, una llarga diatriba contra les dones, que són totes vils, tret d'Isabel Pellicer (l'esposa real de Jaume Roig) i la Mare de Déu. Com molts autors, reelabora amb maduresa i originalitat materials literaris precedents i en exagerar la misogínia cap a la sàtira, posa un mirall als lectors.
La datació de l'obra ha sigut contundentment qüestionada per Josep Guia d'acord amb els manlleus de l'Espill a obres publicades fins al 1479, data d'aparició del primer volum de la traducció de Lo Cartoixà a càrrec de Joan Roïs de Corella. No obstant això, els estudis més recents (2019), el daten en el període comprès entre 1463 i 1467. La persona loquens, que s'identifica com a Jaume Roig, s'adreça a Baltasar Bou, nebot segon seu (fill de la seua cosina germana Úrsula Pérez, i Guerau Bou), per explicar-li com l'han maltractat les dones al llarg de la seua

## Argument
L'Espill consta d'un prefaci i de quatre llibres, cadascú al seu torn dividit en quatre.
El prefaci comença amb una «consulta» a la qual l'autor explica que ha escrit el llibre a Callosa d'en Sarrià, fugint de la pesta que castiga la capital. Alhora, encomana el seu llibre que anomena «rescrit», és a dir, «resposta» a Joan Fabra, cavaller ja major, destacat per la seua intensa vida amorosa, tot amb la intenció d'orientar-lo moralment. Per a fer-ho, utilitzarà l'argument d'experiència personal a través d'una falsa autobiografia.
En l'«endreça» es manifesta el tema de l'obra, el sexe femení i la tesi, és a dir, la consideració de les dones com a éssers malvats, orientats al mal. S'explica també el títol, Spill. Del mateix mode que un espill serveix per a corregir els defectes físics, l'obra de Jaume Roig ajudarà els lectors a evitar el pecat. En la quarta part del prefaci s'introdueixen els quatre llibres en què es dividirà l'obra, presentada com una autobiografia —per bé fictícia– de l'autor.

### Llibre primerDe sa joventut
S'hi presenta el protagonista, que parla sempre en primera persona i explica ara la seua infantesa. Orfe de pare i foragitat de sa casa per la mare, es veu obligat a guanyar-se la vida i emprèn un viatge aventurer, primer per Catalunya i després per França. Combat en la guerra dels Cent Anys al costat dels francesos i, a París, ja ric gràcies als botins que ha obtingut, intervé en la vida cavalleresca. Segons les últimes investigacions (2019), aquests versos sobre les seves aventures en terres gal·les, amaguen la paròdia d'un contemporani i llegendari mercenari castellà, anomenat Rodrigue de Villandrando, amb la què Roig, tracta de desmitificar la vida cavalleresca novel·lada en mostrar el seu costat més sòrdid, amb l'objectiu de desanimar al seu jove nebot, desitjós de convertir-se en cavaller.

### Llibre segonDe quan fon casat
El llibre narra els successius fracassos matrimonials del protagonista:
Donzella - Una alcavota convenç el protagonista per a casar-se amb una jove, suposadament donzella i propietària d'un gran patrimoni. Una vegada celebrat el matrimoni, la dona resulta no ser verge; a més, és extraordinàriament bruta, mandrosa i llaminera. Amb la finalitat d'atraure's el seu afecte, el protagonista decideix fer testament i instituir-la com a hereva universal, però ella comença a vendre paraments, mobles i joies de la casa. En vista d'aquesta actitud, el protagonista decideix anul·lar el testament i exigir la dot. És quan es descobreix que la dona ja estava casada, per la qual cosa el matrimoni resta declarat nul.
Beguina - Decidit a fer el pelegrinatge a Sant Jaume de Compostel·la, el protagonista deixa la casa a cura d'una beguina, amb condició de casar-se amb ella en tornar del viatge. En el camí cap a Galícia, passa per Bunyol, Requena i Sant Doménec de la Calzada, i en tornar travessa Olit, Alagó, Saragossa, Terol i Sogorb. En tots els llocs assisteix a fets extraordinàries, sempre amb les dones com a protagonistes negatives. Ja a València, descobreix que la beguina és una hipòcrita lliurada a vicis repugnants. Es dedicava a ser alcavota i deia que el protagonista havia abusat d'ella, així que, per tots els motius exposats, el matrimoni finalment no es realitza.
Viuda - Un prevere proposa al narrador que es case amb una vídua de trenta-dos anys. El matrimoni se celebra, però la dona resulta tenir-ne més de quaranta i, per l'edat o per altres motius, resulta ser eixorca. Desesperada, i després d'intentar quedar-se prenys utilitzant tota mena de beuratges i sortilegis, acaba fingint un embaràs i, aprofitant una absència del marit, arriba a un acord amb una veïna per adoptar el seu fill. Però la criatura, en ésser batejada per segona vegada, rep la mort com a càstig diví, ofegada mentre dormia entre la mare biològica i l'adoptiva. Descobert l'engany, la viuda escapa de la justícia i acaba penjant-se a Benaguasil.
Monja - L'últim matrimoni és amb una novícia de vint anys, criada des de menuda per les monges d'un convent. En aquesta ocasió, el protagonista sí que n'engendra un fill, però la monja es nega a alletar-lo per no malmetre la seua bellesa. Recorre, llavors, a una sèrie de dides, més de quaranta, però cap d'elles no la satisfà del tot, i el canvi constant de llet acaba per provocar la mort de la criatura. Després d'aquest fet tràgic, la dona cau en una depressió i li confessa al protagonista tots els vicis, maldats i lascívies de les monges que l'havien criat. Embarassada de nou, la novícia s'aboca a un trull de vi, potser amb la intenció de suïcidar-se, i hi mor ofegada.

### Llibre tercerDe la lliçó de Salom
El protagonista, desesperat per no poder trobar una dona adequada, pretén casar-se amb una parenta seua. És aleshores quan se li apareix en somnis Salomó, el savi bíblic per antonomàsia, el qual profereix una llarga invectiva contra les dones que corrobora amb exemples bíblics les males experiències relatades en els dos llibres anteriors.

### Llibre quartD'enviudar
El protagonista, decidit a fer cas a Salomó, després d'un pelegrinatge per diversos monestirs catalans, es retira a València i du una vida de pietat, totalment apartat de les dones. Al final, però, s'hi reconcilia i en salva dues de la crítica general: la Verge Maria i la dona de l'autor, Isabel Pellicer, que ja era morta i que elogia dient que pel seu comportament virtuós i exemplar «a tots paria més hom que dona».

## Temes

### Misogínia
El primer aspecte que s'observa en l'Espill és la seua misogínia contundent. En aquest sentit, l'obra s'ha de contextualitzar en el debat que sobre la condició femenina existia a la literatura en llengua vulgar des del segle xiii, amb autors que escrivien a favor de les dones i d'altres que hi escrivien en contra. Autors com Giovanni Boccaccio, Alain Chartier o Bernat Metge també hi van participar. Aquesta tradició recolzava alhora en una de més antiga, d'arrel grega, a la qual amb la difusió del cristianisme s'afegí la tradició misògina hebrea i paulina. La misogínia és, doncs, un tema literari d'èxit assegurat.

### Comicitat
La misogínia de l'Espill és tan exagerada que havia de provocar per força la rialla en el públic contemporani. I aquesta és la gràcia de l'obra, que està escrita de manera que els seus despropòsits fan riure. L'Espill és una comèdia en el sentit medieval del terme, és a dir, una obra escrita en un llenguatge col·loquial i protagonitzada per personatges de baix nivell que comença malament i que acaba bé. Per escriure la seva obra, Jaume Roig manipula els materials o els textos que pren com a referència (arguments profeministes, exemples, miracles, la Bíblia, la Llegenda àuria de Jaume de Varazze, etc.), de manera que en canvia el sentit, algun episodi o alguna paraula, modificacions que el públic contemporani captava i celebrava com una mostra d'habilitat i enginy.

### La realitat quotidiana i l'element burgès
L'Espill es desenvolupa narrativament a través de dos plans: l'un, el de les aventures imaginades del protagonista, i l'altre, el realista, el pla on són descrits els diversos escenaris que emmarquen l'acció. Aquest segon pla és el que ens revela un autèntic temperament de novel·lista. Roig excel·leix en l'observació de la realitat de la seua època i, en descriure-la, sovint la sotmet a un procés de deformació grotesca. Paral·lelament, i en relació amb aquesta deformació, l'autor no negligeix els detalls més desagradables i fins i tot repugnants. Les descripcions assoleixen una vivesa i una expressivitat extraordinàries.

### Medicina
Jaume Roig no amaga la seva condició de metge a l'Espill. Hi parla de medicaments, de malalties, de metges, de pacients, d'experiències personals com a professional de la medicina... i del cos de les dones vist com el descrivien els tractats mèdics del seu temps. Les dones hi existeixen només en funció de la procreació, i per això el cos de les dones és analitzat a partir de la menstruació, el semen femení, el coit, l'embaràs, el part o la lactància.

## Estil i llenguatge
La limitadíssima longitud dels versos (quatre síl·labes) determina inexorablement l'estil del llibre i, de vegades, en fa la lectura difícil. Roig es veié obligat a utilitzar amplis incisos, a mutilar versos i, en definitiva, a practicar diversos equilibris que moltes vegades distorsionen la sintaxi de la frase.
El lèxic és una altra de les magnífiques aportacions de l'Espill. L'autor afirma explícitament al prefaci que no ha fet sinó manllevar el llenguatge dels habitants de l'horta de València. A partir d'aquesta base lingüística inicial, que constitueix un mosaic amplíssim del vocabulari col·loquial de la València de l'època, l'autor realitza tota mena de girs semàntics i fonètics.
L'estil de Jaume Roig es fonamenta en les diverses formes de la comicitat: episodis i personatges còmics d'una banda i ús de la sorpresa lingüística o de la tergiversació de les fonts utilitzades de l'altra.
Amb el seu estil còmic, Jaume Roig estableix polèmica literària i cultural amb el model de prosa que triomfava a la València del segle xv: amb la prosa d'art el representant més conspicu de la qual és el poeta i teòleg Joan Roís de Corella.

## Edicions
- Edició facsímil del manuscrit en línia:  Biblioteca Virtual Joan Lluís Vives. Espill.
- Roig, Jaume; Carré, Antònia (edicio, prefaci, traducció). Espill: Edició, traducció i comentaris d'Antònia Carré Antònia Carré (ebook en línia) (en català antic, català).  Barcelona: Quaderns Crema, 2006, p. 891.[11]
- Roig, Jaume; Marí i Aguilar, Anna. Espill.  Picanya: Edicions del Bullent, 2014, p. 80. ISBN 9788499041568. Adaptació teatral[12]
- Roig, Jaume; a cura de M. Gustà, pròleg de J. Bergés. Espill o Llibre de les dones.  Barcelona: Edicions 62 i La Caixa, 1978 (Les millors obres de la literatura catalana núm. 3).